# F-Secure インターネットセキュリティ
F-Secure インターネットセキュリティ（エフセキュア インターネットセキュリティ）とは、フィンランドのF-Secure社が開発するインターネットセキュリティスイート。日本での販売は、現地法人のエフセキュア株式会社による。

## 概要
エフセキュアインターネットセキュリティは、個人ユーザーやSOHOユーザー向けに開発された、統合セキュリティ製品である。
この数年で、BIGLOBEやJCNなどの大手インターネットサービスプロバイダによる、月額制のSaaS提供が広がっており、特にBIGLOBEからは、Windowsだけでなく、インテル製のCPUを積んだ、Macでも利用が可能な「BIGLOBE Protection for Mac」が提供されている。また、マルウェア対策だけに特化した、エフセキュアアンチウイルスは、オンラインのみでの販売となっている。これは同社が、エコロジー意識の高い、北欧フィンランドの企業であり、SaaS形態によるセキュリティソリューシュンの提供を行うパイオニアであることから、パッケージを必要としない、オンラインでの購入を推奨していることによる。パッケージ販売が一般的な日本市場では、ライセンスキーのみが記載された、カード版の提供も行っている。その場合、プログラム本体は、ホームページからのダウンロードによって提供される。
かつては、本社のあるフィンランドにちなんで、イメージキャラクターにムーミンが採用されており、ソフトの操作画面には、ムーミン谷の登場人物たちが使用されていた。
インターネットセキュリティスイートとして、マルウェア対策機能には、ウイルスやスパイウェア、ルートキットなどを検出する、守備範囲の異なる3種の検出エンジン（Aquarius、Hydora、Blacklight）を採用しており、その他に、ブラウザ保護、ファイアウォール、迷惑メール対策、ペアレンタルコントロールなどの機能を備えている。
マルチエンジンやプロアクティブディフェンスなど、他社に先駆けて実装された機能も多く、特に、同社がDeepGuardと呼ぶ、「システム内で稼働する全てのプロセスを監視して、クラウド上の定義ファイルと連動する、サンドボックス型のセキュリティモデル」は、他社が実装する2、3年前から、いち早く製品化が行われてきた。2011年版では、マルウェア対策機能だけでなく、その他の保護機能についても、定義ファイルのほとんどがクラウド上で扱われるようになった。また、ユーザーの意見を反映して、近年に再設計されたインターフェイスは、専門用語を省いた表現と、シンプルな操作画面が特徴的である。
AV-Test.orgやAV-Comparativesなど、第三者機関による認定において、マルウェアの検出性能や、動作の軽さなどを含めた、総合的に高い評価を獲得している。

## マルウェア検出エンジンの特徴
エフセキュアアンチウイルスは、特徴のことなる複数のマルウェア検出エンジンを搭載することにより、様々な種類のマルウェアに対して高い検出率を誇る。2010年版以降、エンジンの一つが、長年採用されてきたKaspersky製のAVPから、BitDefender製のAquariusへと変更されており、自社製のHydra、Gemini、Blacklightといったエンジンを加えたマルチエンジン構成となっている。

## 現在、使用されているエンジン
BlackLightF-Secure社の開発する、ルートキットの検出に特化したエンジン。
HydraF-Secure社の開発する、Orionの後継エンジン。
AquariusBitdefender製のエンジン。Kaspersky製のAVPに代わり、新たに採用された。
GeminiDeepGuardで使用される、サンドボックス機能のエンジンである。

## かつて使用されていたエンジン
OrionF-Secure社が独自に開発した、未知のウイルスに対して効力の高い。ヒューリスティックエンジン。
LibraF-Protの後継である、ブートセクタなどに感染するウイルスに対して、高い効果を発揮するエンジン。
PegasusNorman製のサンドボックス（仮想環境）型エンジン。
DracoAd-Aware で有名な、Lavasoft製のスパイウェアやアドウェア検出に特化したエンジン。
AVP他社にOEM提供している、Kaspersky製のエンジン。提供されるバージョンは最新のものより、一つ前のものとなる。

## ディープガード
初代ディープガード
ディープガードの最初のバージョンは、エフセキュア アンチウイルスおよびエフセキュア インターネットセキュリティの一部として2006年9月に発売された。Windows アプリケーションに一連のチェックを行う際、従来のパターンマッチングだけではなく、振舞い分析機能が作動する。
ディープガードの振舞い分析は２つの主要なコンポーネントによって構成されている。
ジェミニヒューリスティクエンジン。ファイルの静的なチェックを実行。すなわち、マルウェアに一般的に見られる特徴をチェックし比較する。例えば、ファイルが圧縮されている、シグネチャがない、等。
ペガサス仮想実行環境（サンドボックス）。ペガサスは疑わしいファイルを仮想環境の中で実行し、ホストOS の環境に一切影響を与えることなく、ファイルの振舞いをチェックする。
ディープガードは上記2つのエンジンのアウトプットから行動スコアを算出し、このスコアをもとに疑わしいファイルに対するアクションの判断をする。
| スコア | アクション |
| ------ | --- |
| 緑     | アクションなし。ファイルは実行可能。                                                                           |
| 黄     | ユーザにシステム変更の詳細に関するダイアログが表示される。アプリケーション実行許可あるいは拒否はユーザが選択。 |
| 赤     | アプリケーションを自動的にブロックし、実行不可にする。                                                         |

ディープガード2.0
初代ディープガードに、「ネットワーク ルックアップ」という新たな機能が追加されたもの。
ファイルの実行前にファイルのシグネチャ（ファイル固有の識別子）がエフセキュア の「リアルタイム プロテクション ネットワーク」の 検索サーバに送られ、「良性」、「悪性」、あるいは「不明」の判定が返される。
悪性と判定されたファイルは、自動的にブロックされ、良性と判定されたファイルは実行を許可される。ファイルの性質が不明の場合、追加情報の収集がされる。